# Jekimowskaja (rejon wożegodski)
Jekimowskaja (ros. Екимовская) – wieś w Rosji, w rejonie wożegodskim obwodu wołogodzkiego. W 2010 r. liczyła 4 mieszkańców.